# Sebkha d’Oran
Die Sebkha d’Oran ist eine Sabcha im Nordwesten Algeriens.

## Geografie
Der ephemere, nicht ständige See, liegt am südwestlichen Rand der Stadt Oran auf der Grenze zwischen den Provinzen Oran und Ain Temouchent. Seine Uferlinien haben einen maximalen Abstand in der Länge von 42 und in der Breite von 10 km. Dabei ist seine Fläche etwa 300 km². Das Feuchtgebiet liegt auf 80 m über dem Meeresspiegel, nur 15 km von der Küste entfernt. Es wird über Wadis vom Monts Tessala im Süden und dem Murdjajo-Massiv im Norden sowie Teilen der Stadt Oran mit Wasser versorgt. Am Westende ist der niedrigste Punkt des Beckens, und es könnte in den Oued Mellah überlaufen. Der See hat eine maximale Tiefe von 2 m und fällt im Sommer komplett trocken. Im Osten liegt der Flughafen Oran Es Sénia an seinem Ufer.

## Schutzstatus
Der See und sein direktes Umland, mit einer Fläche von insgesamt 56.870 ha, sind seit dem 2. Februar 2001 in der Liste der nach der Ramsar-Konvention geschützten Gebiete aufgenommen.